# Bildungssystem in Dänemark

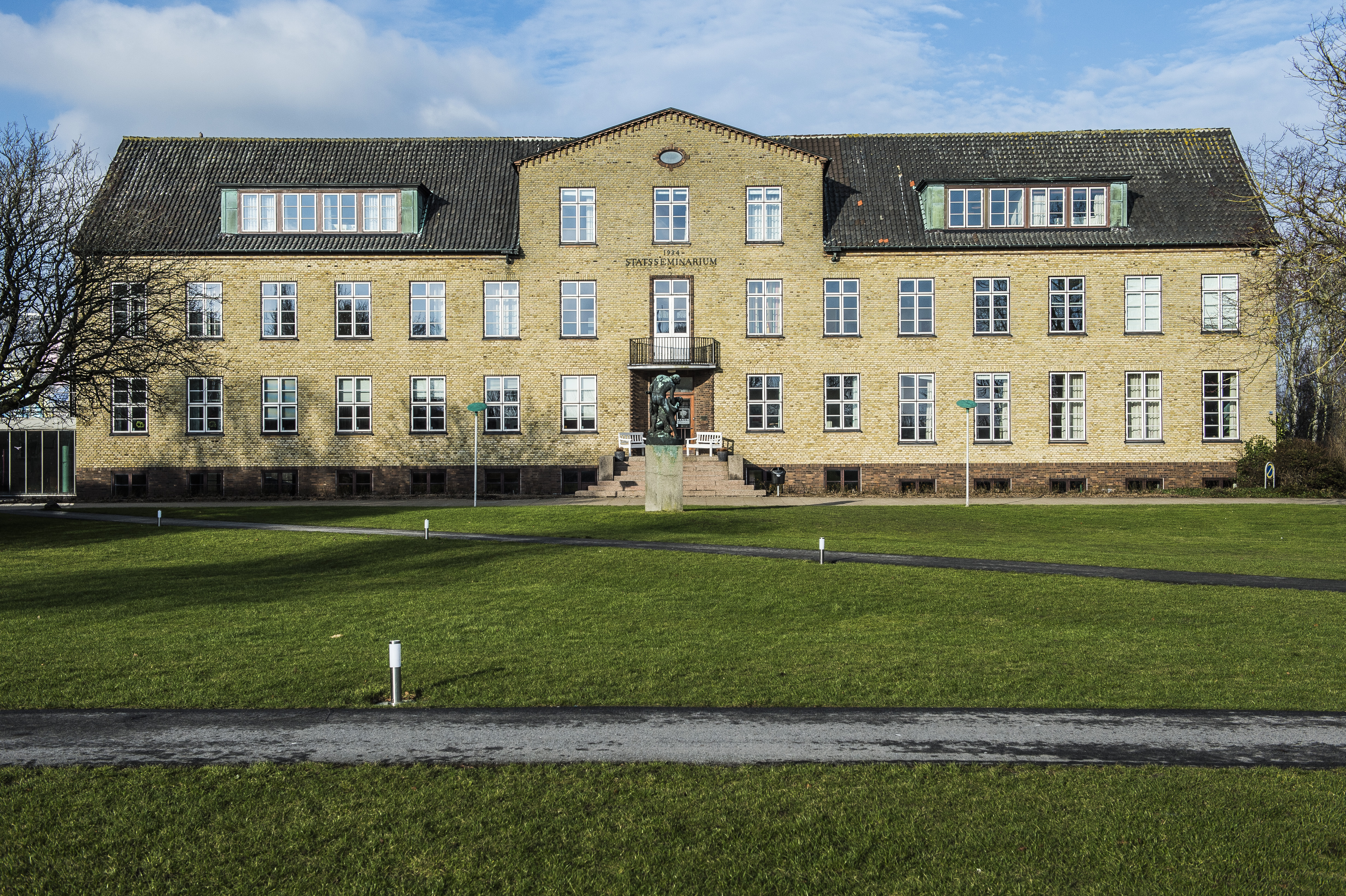
Efterskole Ranum. Eine dänische Besonderheit sind abgelegene Internatsschulen, um Lernrückstände der 10. Klasse aufzuarbeiten.

Das Bildungssystem in Dänemark umfasst das Spektrum vom frühkindlichen Bereich über das Schulwesen bis zur Hochschul- und Erwachsenenbildung in Dänemark. Einflüsse kamen aus Deutschland und den skandinavischen Nachbarn sowie aus den angelsächsischen Bildungssystemen.
Im PISA-Ranking von 2018 erreichen Dänemarks Schüler Platz 18 aller Länder unmittelbar vor Deutschland: Platz 13 in Mathematik, Platz 24 in Naturwissenschaften und Platz 18 beim Leseverständnis. Die besten europäischen Länder waren Estland (5.) und Finnland (10.). Das Land liegt damit im oberen Drittel unter den OECD-Staaten.
Für die Färöer-Inseln und Grönland bestehen eigene Regelungen, vor allem zur Unterrichtssprache.

## Öffentliche und private Schulen

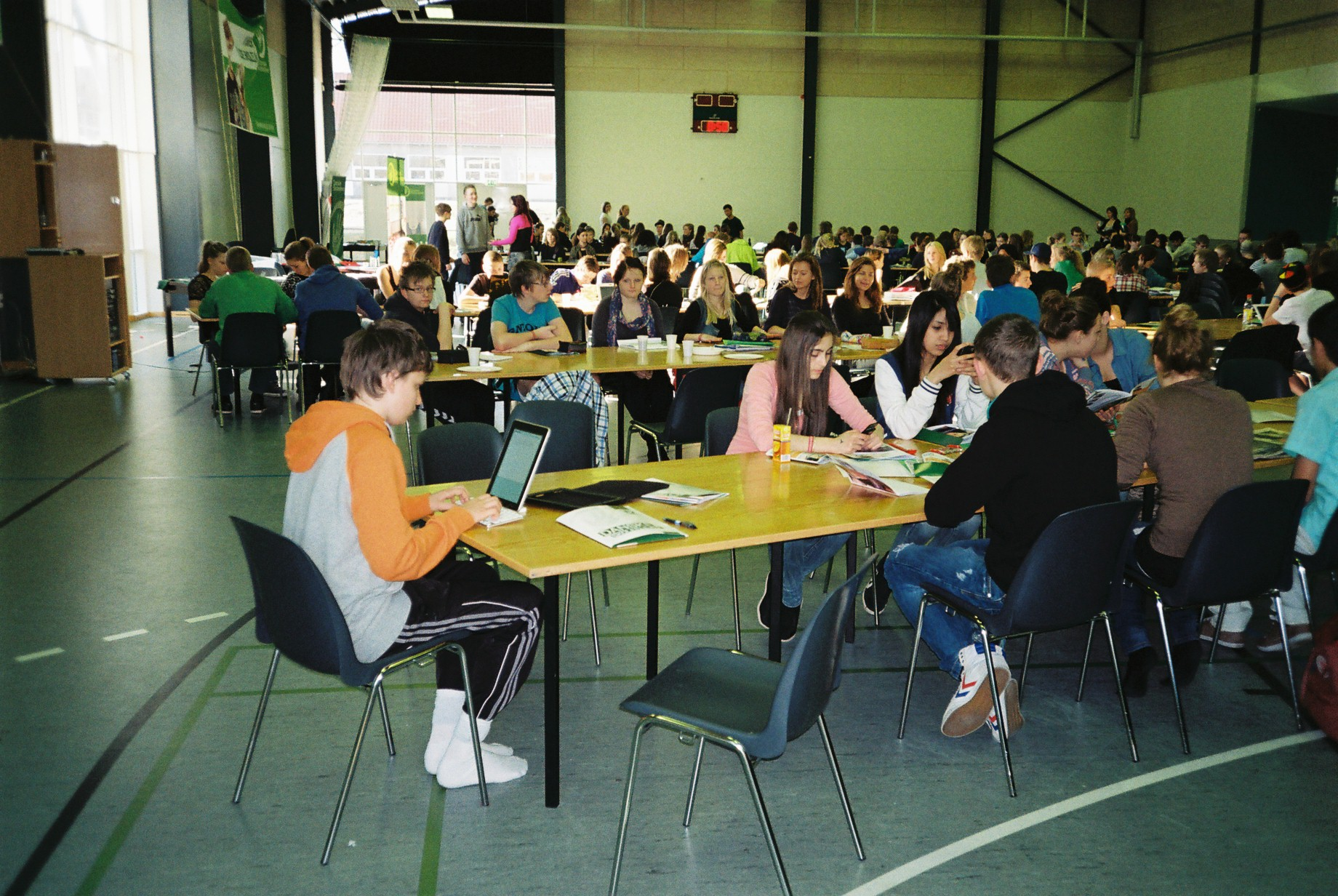
Schulversammlung in einer dänischen Schule

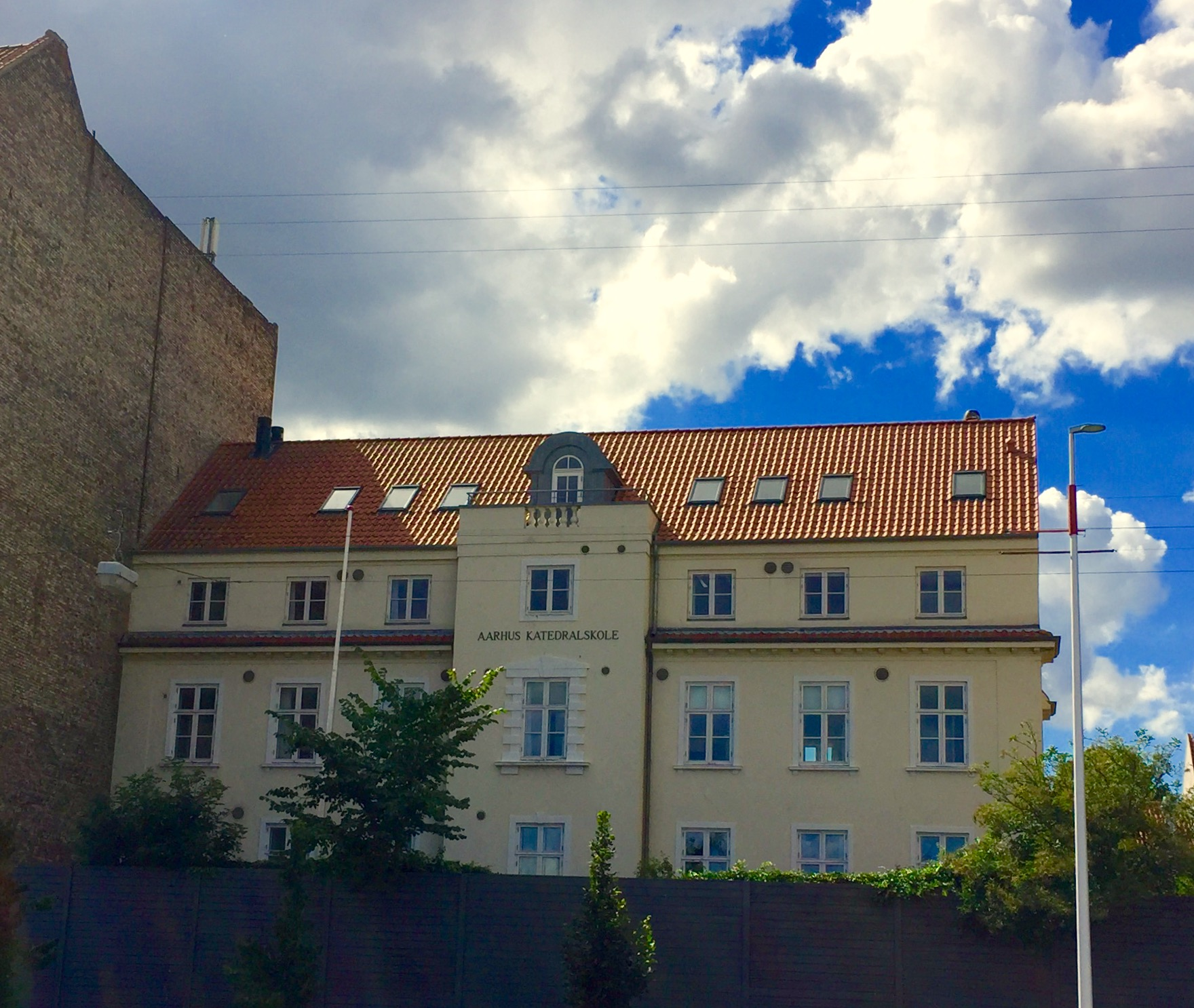
Kathedralschule in Aarhus

In Dänemark existieren öffentliche und private Schulen. Private Schulen (friskoler) wurden im Jahr 2016 von 16,7 % der Schüler besucht. In Dänemark haben die Eltern traditionell ein großes Mitspracherecht (Elternrecht) in den Schulen, dessen Wurzeln historisch im Hausunterricht liegen.
In den Lehrplänen besteht in Dänemark eine große Freiheit für alle Schulen. Es besteht Bildungspflicht, wodurch der Besuch einer Schule nicht zwingend zum Erlangen von Bildung vorgeschrieben ist, sondern auch anderswo erfolgen kann. Von dieser Freiheit macht aber nur ein Prozent der Eltern Gebrauch.
Die privaten Schulen haben einen Leistungsvorsprung vor den öffentlichen Schulen. Dieser ist jedoch durch den familiären und sozioökonomischen Hintergrund der Schülerschaft zu erklären und kein wirklicher Effekt der Privatschule. Unter den privaten Schulen werden unterschieden:
- kleine, unabhängige Schulen in ländlichen Bezirken (friskoler)
- große, unabhängige Schulen in Stadtbezirken (privatskoler)
- religiöse Schulen oder Gemeindeschulen
- fortschrittliche freie Schulen, wie die Internationale Schule von Kopenhagen
- Schulen mit einem bestimmten Bildungsziel, wie zum Beispiel die Rudolf Steiner-Schulen
- Schulen für die deutsche Minderheit in Süddänemark
- Immigrantenschulen[7]

Die Privatschulen werden vom Staat finanziell unterstützt, unabhängig von ihrer ideologischen, religiösen, politischen oder ethischen Ausrichtung hinter ihrer Einrichtung. Meist sind sie kleiner als öffentliche Schulen. Die Lehrinhalte müssen den Ansprüchen der öffentlichen Schulen entsprechen, d. h. im Inhalt ungefähr übereinstimmen. Das Bildungsministerium rät den Privatschulen, die Lernenden am Abschlussexamen der Folkeskole teilnehmen zu lassen, um eine Qualitätskontrolle zu haben. Die endgültige Entscheidung liegt jedoch nicht bei der Regierung, sondern bei den Eltern der Schüler. Zu den aktuellen Problemen gehört die Anerkennung von muslimischen Privatschulen, die wenig staatliche Kontrolle dulden wollen.

## Schullaufbahn

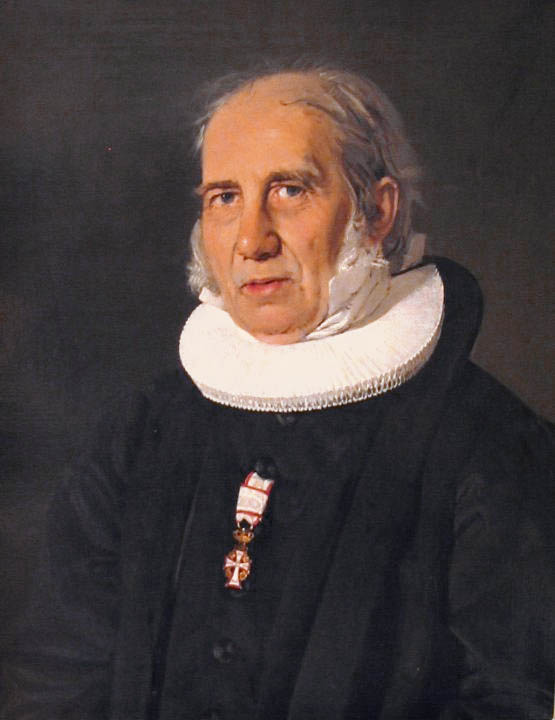
Grundvig, der Bildungsphilosoph Dänemarks

Die Schulbildung beginnt in Dänemark mit mindestens einem obligatorischen Jahr im Kindergarten, in Dänemark 0. Stufe genannt. Die Bildungspflicht umfasst insgesamt 10 Jahre.
Darauf folgt die neunjährige Volksschule (Folkeskole), die mit der Abschlussprüfung FSA (Folkeskolens Afgangsprøve) endet. Eine Trennung der Schüler vor der 9. Klasse findet nicht statt, es besteht eine neunjährige Gemeinschaftsschule. Nach der Abschlussprüfung, die einem anspruchsvollen Hauptschulabschluss gleichzusetzen ist, bieten sich den Schülern je nach Eignung mehrere Wege an.
Zunächst gibt es die Möglichkeit, nach der 9. Klasse noch ein Jahr auf die Folkeskole zu gehen und die Erweiterte Abschlussprüfung zu absolvieren (die sogenannte FS10, vormals FSU). Diese entspricht etwa der deutschen Mittleren Reife (Realschulabschluss). Da viele Folkeskolen keine 10. Klasse anbieten, absolvieren viele Schüler ein Jahr auf einer sogenannten Efterskole. Dies sind Internate, in denen die Jugendlichen neben den Fächern der 10. Klasse vor allem soziale, künstlerische, sportliche oder musikalische Kompetenzen weiterentwickeln sollen, wobei der Schwerpunkt bei jeder Efterskole anders gelegt wird. Aufgrund der relativ niedrigen Kosten ist es für alle Eltern möglich, ihre Kinder auf eine Efterskole zu schicken. Oftmals geschieht dies, wenn Schüler noch nicht als reif für das Gymnasium betrachtet werden.

### Gymnasiale Oberstufe

Kathedralschule in Viborg

Weiterführende Schulen nach der Folkeskole sind das Gymnasium (STX), das Handelsgymnasium (HHX) sowie das technische Gymnasium (HTX). Das Gymnasium ist mit dem deutschen Gymnasium vergleichbar und endet mit dem dänischen Abitur (Allgemeine Hochschulreife), dem sogenannten Studentereksamen. Vom Niveau und vom Umfang der Hochschulreife her entspricht das Studentereksamen dem deutschen Abitur, das heißt, es ist mit dem Studentereksamen möglich, alle Studiengänge in Dänemark zu studieren, wobei es für bestimmte Studiengänge jedoch erforderlich ist, bestimmte Kurse im Abitur belegt zu haben. Es gibt am Gymnasium zwei Linien, die sprachliche sproglig linje und die mehr mathematisch-naturwissenschaftlich orientierte matematisk linje. Da die mathematische Linie jedoch auch viele sprachliche Fächer enthält und neben zwei Jahren Englischunterricht auch eine zweite Fremdsprache über zwei Jahre genommen werden muss, bietet die matematisk linje praktisch deutlich mehr Möglichkeiten, so dass sie mehr Schüler wählen.
Der Besuch des Gymnasiums dauert drei Jahre, entspricht also der gymnasialen Oberstufe. Je nachdem, ob man nach der 9. oder 10. Klasse auf das Gymnasium geht, dauert es also 12 oder 13 Jahre bis zum Abitur. Da kein Leistungsunterschied zwischen den Schülern, die aus der 9. Klasse kommen, im Vergleich zu denen, die nach der 10. Klasse kommen, einwandfrei festgestellt werden kann, ist insofern ein Abitur in Dänemark nach zwölf Jahren problemlos möglich.
Es gibt für die belegten Kurse drei Niveau-Arten: das A-, B- und C-Niveau. Das A-Niveau entspricht deutschem Leistungskursniveau, B-Niveau deutschem Grundkursniveau und C-Niveau einer grundlegenden Einführung. Kurse, die nur ein Jahr belegt werden, entsprechen dem C-Niveau (beispielsweise Musik sowie Kunst, Latein, Sport, Religion, klassische Altertumskunde), zweijährige Kurse B-Niveau (Beispielsweise Englisch bei der matematisk linie, Deutsch) und dreijährige Kurse entsprechen dem A-Niveau (Dänisch, Geschichte, Mathematik, Französisch, Spanisch, Russisch). Jeder Schüler muss drei Jahre Geschichte und Dänisch belegen, so dass diese beiden Kurse automatisch A-Niveau erhalten. Ferner müssen zusätzlich mindestens zwei, maximal drei andere A-Niveau-Fächer hinzugewählt werden, beispielsweise Physik, Chemie, Mathematik oder mehrere Sprachen.
Die A-Niveau-Fächer werden nach drei Jahren schriftlich geprüft, zusätzlich noch drei mündliche Fächer, wobei die Fächer ausgelost werden. Ganz Dänemark hat ein Zentralabitur, die schriftlichen Übungsaufgaben sind in ganz Dänemark identisch. Die mündlichen Prüfungen werden vom jeweiligen Lehrer abgenommen, zusätzlich sitzt ein neutraler „Censor“ im Raum, der von einer anderen Schule kommt und gleichberechtigt mit dem Lehrer über die mündliche Note entscheidet.

## Zensuren
| dänische Zensur | Definition                     | entsprechend(e) ECTS-Note | entspr. deutscher Zensur  |
| --------------- | ------------------------------ | ------------------------- | ------------------------- |
| 12              | „herausragende Leistung“       | A                         | 1+ (15 Punkte)            |
| 10              | „ausgezeichnete Leistung“      | B                         | 1 bis 2 (11–14 Punkte)    |
| 7               | „gute Leistung“                | C                         | 2 bis 3+ (9–11 Punkte)    |
| 4               | „mäßige Leistung“              | D                         | 3 bis 3− (7–8 Punkte)     |
| 02              | „ausreichende Leistung“        | E                         | 4+ bis 4 (5–6 Punkte)     |
| 00              | „unzureichende Leistung“       | Fx                        | 4− bis 5 ([1/]2–4 Punkte) |
| −3              | „völlig inakzeptable Leistung“ | F                         | 6 (0 Punkte)              |

Seit dem Schuljahr 2007/2008 besteht das dänische Notensystem aus einer 7-stufigen Skala mit Zensurpunkten zwischen −3 und +12 rsp. 12. Für bestandene Leistungen werden 12, 10, 7, 4 oder 2 Punkte vergeben; nicht bestandene Leistungen erhalten 0 oder −3 Punkte. Die dazwischenliegenden Werte werden für die Zensierung einzelner Leistungen nicht vergeben, finden jedoch bei der Berechnung von Durchschnittszensuren aus mehreren Einzelleistungen Anwendung. Gründe für die Reformierung der Notenskala waren unter anderem der Wunsch nach klaren Abgrenzungen zwischen den einzelnen Zensuren und die Ermöglichung einer einfacheren internationalen Vergleichbarkeit. Die folgende Tabelle bietet einen Überblick über die einzelnen Zensurschritte mit der jeweiligen Definition vom dänischen Bildungsministerium sowie einen Vergleich mit ECTS-Noten und der sechsstufigen deutschen Schulnotenskala.
Zuvor war das dänische Notensystem auf einer 13-Punkte-Skala aufgeteilt, wobei 00 bzw. 0 die schlechteste und 13 die beste Zensur darstellte. Verglichen mit dem deutschen System stellte es sich so dar (die Noten 1, 2, 4 sowie 12 gab es nicht): (dänische Noten = äquivalente deutsche Noten) (00 = 6; 03 = 5–6, 05 = 5, 06 = 4; 07 = 3–4; 08 = 3; 09 = 2−; 10 = 1–2; 11 = 1; 13 = 1+).

## Abschlüsse
In der Allgemeinbildung gibt es in Dänemark neben dem oben genannten Studentereksamen (STX) noch zwei andere Examensarten, das Handelsschulexamen HHX (Højere Handelseksamen) sowie das technische Abitur HTX. Während ersteres vor allem für jene interessant ist, die eine Tätigkeit in der Wirtschaft anstreben, ist das HTX vor allem für Schüler interessant, die später einen Ingenieurberuf anstreben. Jedoch können diese Berufe auch von Absolventen des Studentereksamens ergriffen werden, manchmal wird dann jedoch ein längeres Berufspraktikum verlangt. Das HHX und HTX sind also fachgebundene Hochschulreifen, die nicht an die Flexibilität des Studentereksamens heranreichen, dafür jedoch in ihrem Fachbereich zu einer intensiveren Vorbildung führen.
In der Beruflichen Bildung besteht auch die Möglichkeit, nach der 9. Klasse statt des Besuchs einer weiterführenden Schule eine Lehre im Handwerk, Industrie- oder Handelssektor zu absolvieren. Berufsschulen, bei denen Theorie und Praxis kombiniert werden, bieten zwölf verschiedene Programme an, die zwischen 1,5 und 5,5 Jahren dauern. Zur Wahl stehen folgende Programme:
- Kraftfahrzeuge, Flugzeuge und andere Transportmittel
- Hoch- und Tiefbau
- Bau- und Benutzerservice
- Tiere, Pflanzen und Natur
- Körper und Stil
- Ernährung
- Media Produktion
- Business
- Produktion und Entwicklung
- Strom-, Management- und IT
- Gesundheit, Pflege und Pädagogik
- Transport und Logistik

Das dänische Schulsystem differenziert bis zum Ende der Folkeskole überhaupt nicht, danach jedoch sehr stark. Oftmals wird der Niveausprung von der Folkeskole zum Gymnasium als sehr drastisch empfunden, was erklärt, wieso sich viele Dänen für die 10. Klasse entscheiden. In der öffentlichen Diskussion wird der Niveauunterschied zwischen der Folkeskole und dem darauffolgenden Gymnasium oftmals diskutiert, jedoch besteht grundsätzlich der Konsens, dass an der Politik der späten Differenzierung festgehalten werden soll. Eine frühere Trennung der Schüler, wie sie in Deutschland stattfindet, wird abgelehnt.
Wenn sich Jugendliche ab 18 Jahren weiter einer Ausbildung widmen, werden sie vom Staat finanziell unterstützt. Zurzeit absolvieren jährlich 80 % der Jugendlichen eine der beiden Möglichkeiten.

## Inklusion
In Dänemark gibt es traditionell kein eigenes Sonderschulwesen in dem Maße wie in Deutschland, sondern nur wenige Förderzentren. An der Folkeskole wird integrativ unterrichtet, nur einige Schüler, oft nur zeitweise, in speziellen Lerngruppen (Observationsklassen) abgeteilt, die aber in zumindest Sport und Werken mit den anderen lernen.

## Hochschulen

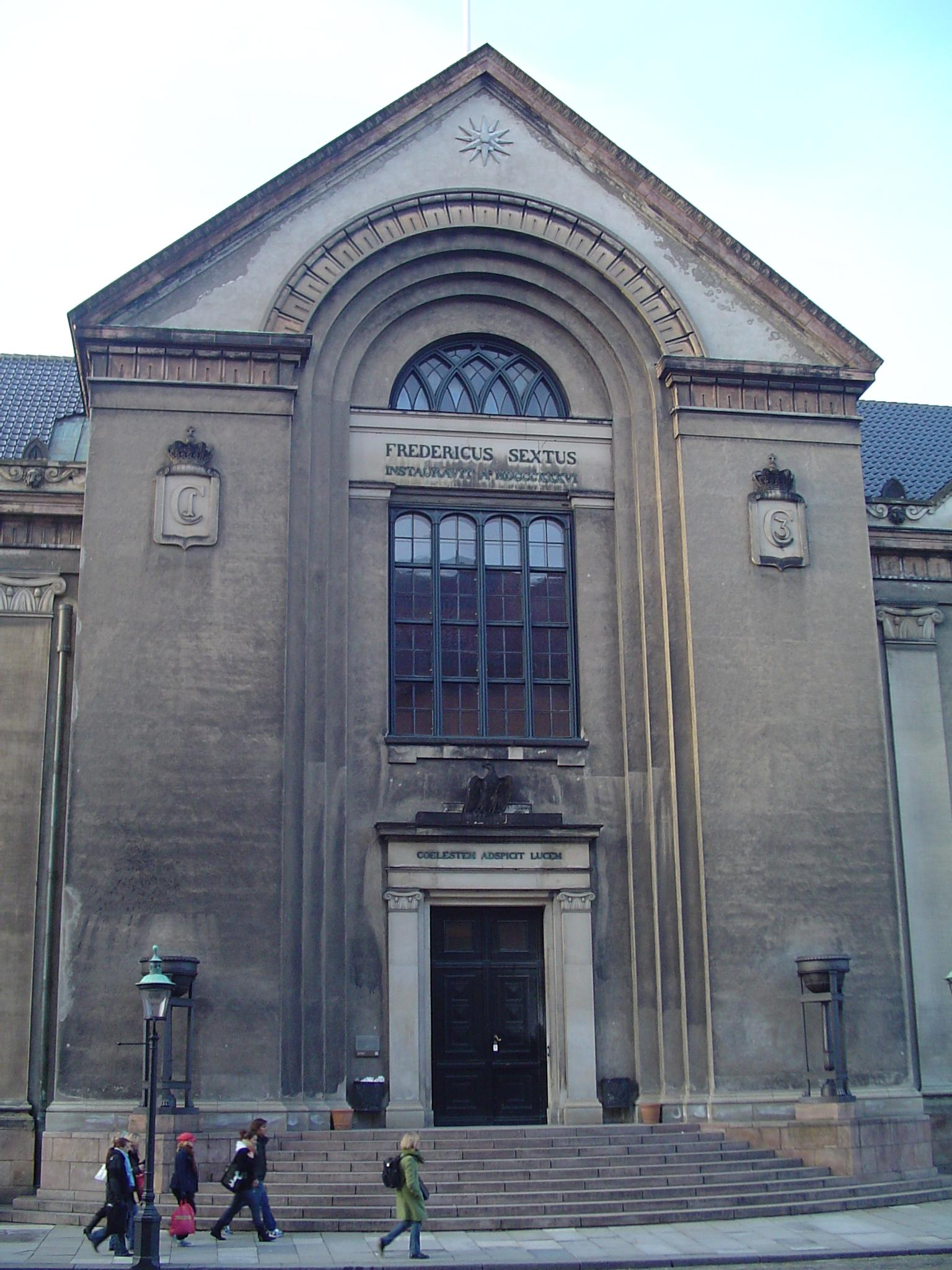
Universität Kopenhagen

Fünf Arten von Hochschulen werden in Dänemark offiziell unterschieden: Universitäten, Hochschulen für Architektur und Kunst, Wirtschaftshochschulen, University Colleges, maritime Ausbildungseinrichtungen.
Die älteste und bekannteste Universität ist die Universität Kopenhagen, gegründet 1479. Sie ist über mehrere Orte verstreut wie andere dänische Hochschulen auch. Dänemarks Technische Universität folgte erst im Jahr 1829 in Kongens Lyngby. Im 20. Jahrhundert wurde der Hochschulsektor immer breiter ausgebaut:
- Universität Aarhus (1928) in Aarhus (international hochanerkannt)
- Universität Roskilde (1972) in Roskilde
- Universität Aalborg (1974) in Aalborg
- Syddansk Universitet (1998) in Odense
- IT-Universität Kopenhagen (1999) in Kopenhagen

Daneben gibt es mehrere Architektur-, Kunst- und Musikhochschulen, z. B. die Königlich Dänische Kunstakademie (1754), Det Kongelige Danske Musikkonservatorium (1861).
Die renommierteste Wirtschaftshochschule ist:
- Copenhagen Business School (1917) in Frederiksberg

Im Tertiären Bildungsbereich führen auch die University Colleges (professionshøjskoler) zu einem Hochschulabschluss. Er ist mit einem Abschluss an einer deutschen Fachhochschule zu vergleichen. Die Schwerpunkte liegen auf Wirtschaft, Bildung, Technik, Pflege
- Dänische Schule für Medien und Journalismus (1971)
- Det Nødvendige Seminarium (Lehrerbildung, 1972)

Sehr anerkannt sind Akademien der beruflichen Hochschulbildung (erhvervsakademier) mit den Schwerpunkten Business, Technologie und IT:
- Selandia - Center for Erhvervsrettet Uddannelse in Slagelse

Die höhere maritime Ausbildung leisten:
- Maskinmesterskolen København, Kopenhagen (1906)
- Aarhus Maskinmesterskole, Aarhus
- Fredericia Maskinmesterskole, Fredericia

Alle dänischen Studiengänge unterliegen einem Numerus clausus, eine Zentralstelle vergibt die Studienplätze nach dem Notendurchschnitt (sogenanntes Kvote-1-Verfahren). Ferner wird ein gewisser Prozentsatz der Studienplätze nach Sozialkriterien vergeben, wobei man hier seine Chancen durch soziale Arbeit verbessern kann (sogenanntes Kvote-2-Verfahren). Ähnlich wie in Deutschland sind einige Fächer sehr überlaufen, sodass ein Platz schwer zu bekommen ist (zum Beispiel Medizin, Medienwissenschaften, Psychologie, Jura), während andere Fächer einen sehr niedrigen Schnitt verlangen, so dass dort fast jeder Bewerber aufgenommen wird.

## Volkshochschulen

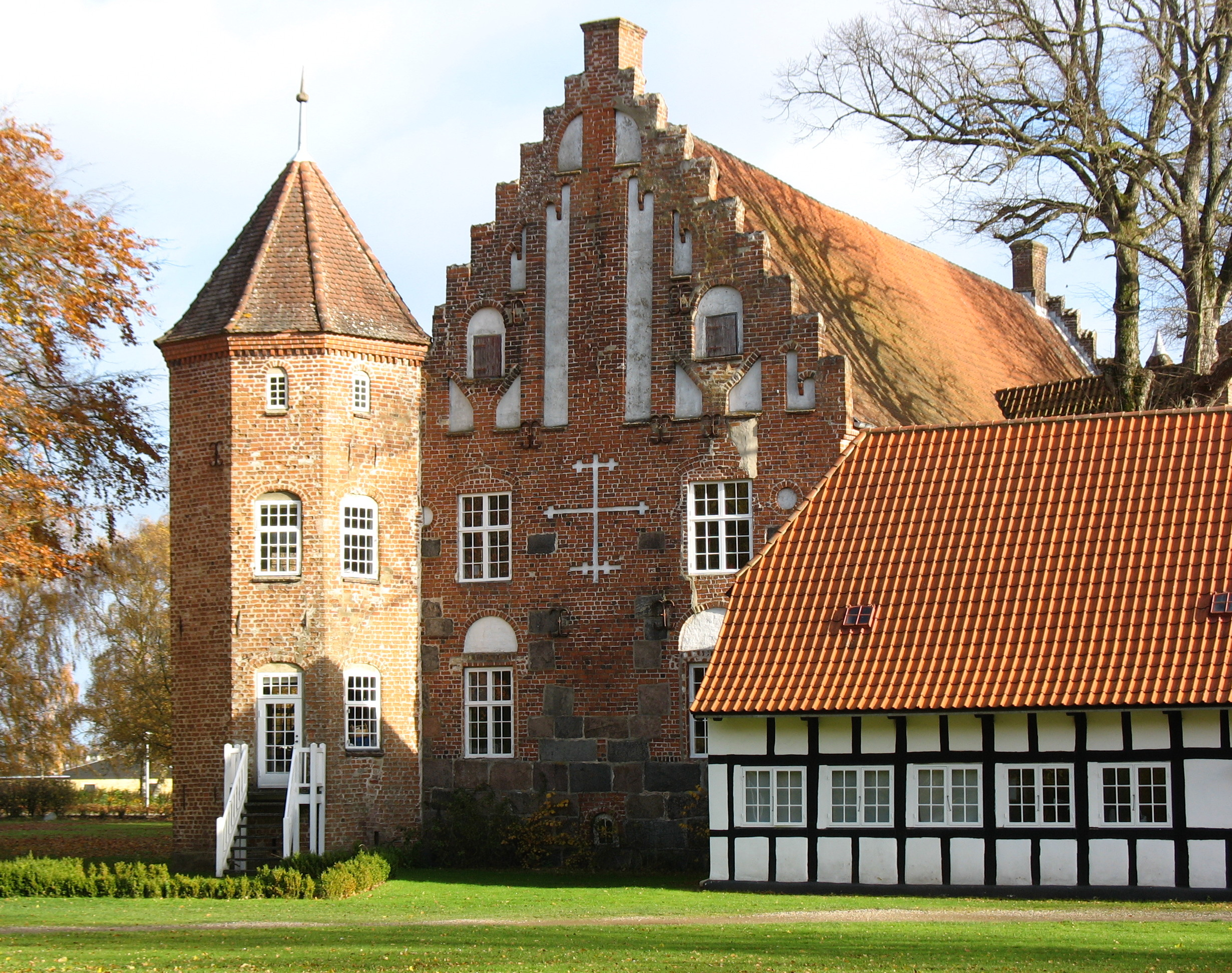
Heimvolkshochschule Skive in Krabbesholm

Im Jahr 1844 wurde im jütländischen Rödding die erste Heimvolkshochschule nach den Vorstellungen von Nikolai Frederik Severin Grundtvig gegründet. Nach dem Deutsch-Dänischen Krieg wurde die Schule 1865 nach Askov verlegt. Diese frühen Heimvolkshochschulen boten meistens über die Winterzeit mehrwöchige Kurse mit Unterkunft und Verpflegung an und richteten sich hauptsächlich an junge Erwachsene vom Land. Durch gemeinsames Leben und Lernen sollten Identität und Selbstverantwortung der Schülerinnen und Schüler gestärkt werden.
Die folkehøjskole sind Internatsschulen mit zwei- bis zwölfmonatigen Kursangeboten. Die Kurse richten sich an Erwachsene, die meisten Teilnehmer sind zwischen 18 und 25 Jahre alt. Ziel dieser Schulen ist es, den Schülern eine fachliche, soziale und persönliche Weiterentwickelung zu ermöglichen. Die angebotenen Kurse decken ein breites Themenspektrum ab, wie beispielsweise Kunst, Handwerk, Musik, Sport, Philosophie, Theater, Fotografie oder Medien. Es gibt keine Prüfungen, vielmehr wird besonderer Wert auf persönliche Erfahrung, Erlebnis und Dialog gelegt. Solche Heimvolkshochschulen für Jugendliche im Alter von vierzehn bis achtzehn Jahren sind heute in Dänemark als Efterskoler (Nachschulen) bekannt.

## Geschichte

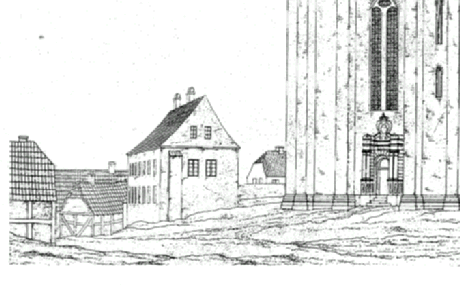
Domschule Roskilde (ältere Zeichnung vor 1840)

Die ersten dänischen Schulen waren Kathedral- und Klosterschulen im frühen Mittelalter, von denen sieben der im 12. und 13. Jahrhundert gegründeten Schulen noch immer bestehen. Die älteste Gründung um 1020 ist die Domschule in Roskilde, wo Saxo Grammaticus lehrte, es folgten Viborg (1060) und Ribe (1145). Nach der Reformation (1536) wurden die Schulen von der Krone übernommen. Die breite Schulbildung war zu dieser Zeit noch einfach, aber 1721 wurden im ganzen Königreich 240 Rytterskoler (Ritterschule) eingerichtet. Die religiöse Bewegung des Pietismus im 18. Jahrhundert förderte die Alphabetisierung und damit die öffentliche Bildung. Ergebnis einer langen Beratungszeit in der Großen Schulkommission war mit dem Schulgesetz von 1814 die Einführung einer landesweiten Unterrichtspflicht für alle Kinder zwischen sieben und vierzehn Jahren, die aber auf dem Land meist nur dreimal in der Woche zur Schule kamen. Von den Lehrern wurde eine Seminarausbildung erwartet.

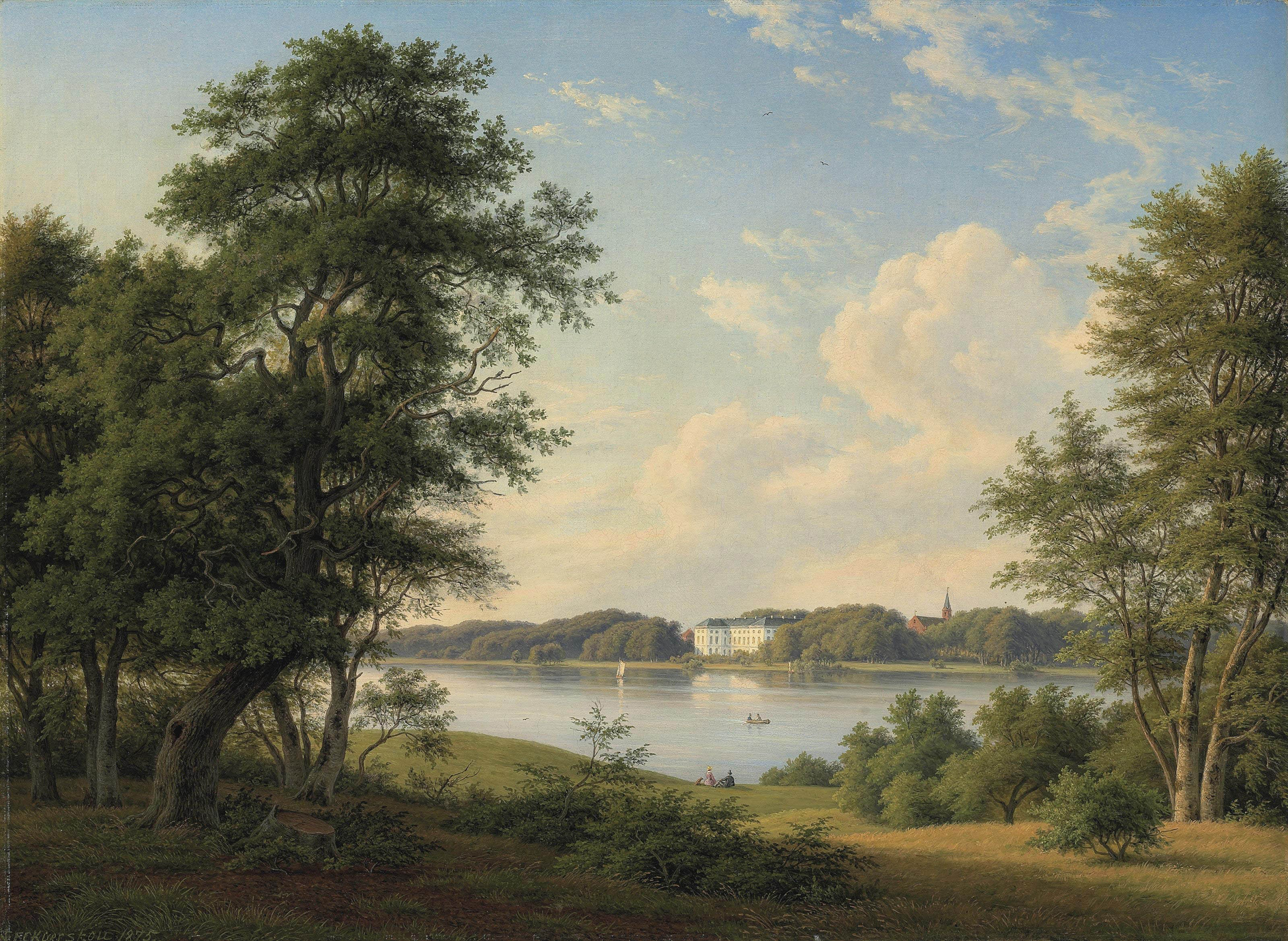
Sorø Akademi im 19. Jh., eine ehemalige Latein- und Ritterschule

Im 19. Jahrhundert wurde ähnlich wie in Preußen (Humanistisches Gymnasium) die kirchliche Lateinschule in eine humanistische Beamtenschule umgewandelt, die „die wahre Menschlichkeit fördern“ sollte, indem sie die antiken griechischen und lateinischen Kulturen lehrte, kombiniert mit einigen naturwissenschaftlichen Fächern und modernen Sprachen. Die prägende Gestalt der Schulreform von 1850 war der damalige Kultusminister Johan Nicolai Madvig, der bis 1879 der dänische Schulinspektor blieb.
Seit dem 19. Jahrhundert wurde das dänische Bildungssystem gegen Madvig besonders von den Ideen des Geistlichen, Politikers und Dichters Nikolai Frederik Severin Grundtvig beeinflusst, der sich für neue, zwangfreie und dialogische Unterrichtsmethoden sowie die Gründung von Volkshochschulen einsetzte. Im Jahr 1844 eröffnete er in Rødding die erste europäische Heimvolkshochschule, die ohne staatlichen Druck die Bildung im Sinn der Aufklärung verbreitern und den Glauben vertiefen sollte. Aus diesen Schulen sind die Efterskole hervorgegangen. Sein Anhänger Christen Kold schuf 1851 im Dorf Rysling die Ryslinge Højskole (höhere Volksschule) auf der Insel Fünen. 1855 verankerte der liberale Staat das Recht einer„friskole“, hinter der eine breite Bewegung stand. 1871 bewirkte die wissenschaftlich-technische Entwicklung des 19. Jahrhunderts die Aufteilung des Gymnasiums in zwei Linien: die sprachliche und die mathematisch-naturwissenschaftliche Linie. Diese Reform von Carl Christian Hall war bis zum Jahr 2005 das Rückgrat in der Struktur des Gymnasiums.
1894 wurde die kommunale Folkeskole (die staatlich finanzierte Volksschule) offiziell eingerichtet (bis dahin war sie als Almueskolen („gemeinsame Schule“) bekannt). 1903 wurde der 3-Jahres-Kurs des Gymnasiums durch die Einrichtung der Mellemskole (Mittelschule, Klassen 6 bis 9), die später durch die Realskole ersetzt wurde, direkt mit der städtischen Schule verbunden. Zuvor mussten Schüler, die das Gymnasium besuchen wollten (und die Zulassung zur Universität), Privatunterricht oder ähnliche Mittel erhalten, da die kommunalen Schulen nicht ausreichten.
1972 wurde festgelegt, dass die Kinder und Jugendlichen mit „adfaerdsproblemer og psykiske lidelser (Verhaltensprobleme und psychische Leiden)“  „observationsundervisning“ (Observationsunterricht) in der Regelschule erhalten sollten. Die sozialdemokratische Bildungspolitik dieser Jahre setzte auf mehr Gleichheit im Schulwesen. 1975 wurde die Realskole aufgegeben und die Folkeskole (Volksschule) in ein egalitäres Gesamtschulsystem umgewandelt, in dem alle Schüler dieselben Schulen besuchen. Anfangs gab es noch zwei Leistungsniveaus, seit 1993 wird darauf verzichtet und stattdessen auf Binnendifferenzierung geachtet. Seit 2009 ist auch die Vorschulklasse verpflichtend.

## Einzelbelege
1. ↑  FactsMaps: PISA 2018 Worldwide Ranking - average score of mathematics, science and reading. In: FactsMaps. 5. Dezember 2019, abgerufen am 9. April 2021 (amerikanisches Englisch).
2. ↑  PISA-Studie 2018: Die Ergebnisse • Profiling Institut. In: Profiling Institut. 4. Dezember 2019, abgerufen am 9. April 2021 (deutsch).
3. ↑  Mehr Schüler an Privatschulen. Abgerufen am 8. April 2021.
4. ↑  Dansk Friskoleforening (Hrsg.): Die dänische friskole – ein Teil der grundtvig-koldschen Schultradition. 4. Auflage. 2010 (friskolerne.dk [PDF]).
5. ↑  Raimund Pousset: Von Dänemark lernen ...? (neues deutschland). Abgerufen am 8. April 2021.
6. ↑  Organisation für wirtschaftliche Zusammenarbeit und Entwicklung (Hrsg.): PISA 2006 – Schulleistungen im internationalen Vergleich – Naturwissenschaftliche Kompetenzen für die Welt von Morgen Bertelsmann Verlag, 2007, S. 269
7. ↑  Flemming Axmark (redaktion): Integration in Dänemark. Archiviert vom Original (nicht mehr online verfügbar) am 30. Dezember 2015; abgerufen am 8. April 2021.  Info: Der Archivlink wurde automatisch eingesetzt und noch nicht geprüft. Bitte prüfe Original- und Archivlink gemäß Anleitung und entferne dann diesen Hinweis.
8. ↑  Dieter Lenzen: Heimunterricht muss erlaubt sein. In: tagesspiegel.de. Abgerufen am 21. Mai 2021.
9. ↑  Die 7-Schritte-Skala. Information des dänischen Bildungsministeriums (Memento des Originals vom 27. September 2009 im Internet Archive)  Info: Der Archivlink wurde automatisch eingesetzt und noch nicht geprüft. Bitte prüfe Original- und Archivlink gemäß Anleitung und entferne dann diesen Hinweis.
10. ↑  Hinweise zur Notenskala – Welche Anforderungen werden an die neue Notenskala gestellt? Information des dänischen Bildungsministeriums (Memento des Originals vom 27. September 2009 im Internet Archive)  Info: Der Archivlink wurde automatisch eingesetzt und noch nicht geprüft. Bitte prüfe Original- und Archivlink gemäß Anleitung und entferne dann diesen Hinweis.
11. ↑  G. E. W. Bremen: Der große Unterschied. 29. März 2021, abgerufen am 8. April 2021.
12. ↑  Folkehøjskolernes forening i Danmark. Abgerufen am 8. April 2021.
13. ↑  Johann Nicolai Madvig – Berlin-Brandenburgische Akademie der Wissenschaften. Abgerufen am 8. April 2021.
14. ↑  Jessica Uebelin: Eine Schule für alle? Sonderpädagogische Förderung und verhaltensauffällige SchülerInnen im dänischen Schulsystem. 2001, S. 15–43 (quibbling.de [PDF]).